# Assedio di Gibilterra (1462)
L'assedio di Gibilterra del 1462, anche noto come ottavo assedio di Gibilterra, fu un tentativo riuscito di espugnare la città fortificata di Gibilterra ed eseguito da parte dei soldati del regno di Castiglia a scapito dei Mori del Sultanato di Granada.  La cattura di questa posizione, debolmente difesa e conquistata con pochi combattimenti, fu strategicamente importante per la sconfitta finale dei Mori in Spagna.

## Contesto storico
Gibilterra occupava una posizione strategica nel Medioevo, in quanto fungeva da porta d'ingresso per le forze armate provenienti dal Marocco per entrare nella penisola iberica. Gibilterra era stata un possedimento moresco per 748 anni, a parte alcuni brevi intervalli durante i quali era stata in mano straniere. All'inizio del XV secolo, i castigliani avevano conquistato gran parte di Granada, ma i Mori sfruttarono Gibilterra come testa di ponte sicura da cui compiere razzie nelle regioni circostanti.
Il più grande latifondista della regione, Enrique Pérez de Guzmán, morì nel corso di un attacco mal pianificato eseguito a Gibilterra nel 1435. I Mori recuperarono il corpo del conte Enrique e lo misero in una barcina, o cesto di vimini, i quali appesero le sue spoglia alle mura del castello. L'esercito moresco rifiutò molte offerte da parte dei cristiani volte a riscattare il corpo. Tuttavia, negli anni Sessanta del Quattrocento il regno moresco appariva in condizioni fragili e la sua esistenza non si sarebbe protratta a lungo.

## La battaglia
Nell'agosto del 1462, un cristiano convertito di Gibilterra comunicò ai castigliani che gran parte della guarnigione aveva temporaneamente lasciato la città. Ali-l-Carro, un moro convertitosi, informò il governatore di Tarifa, Alonzo di Arcos, che la fortezza era quasi indifesa. Il giorno successivo Arcos attaccò e catturò alcuni soldati, torturandoli in seguito per ottenere informazioni sulla consistenza della guarnigione; sulla base delle informazioni scoperte, egli intuì che si trattava di un'impresa troppo difficile per l'esiguo numero di truppe che lo seguivano. Alonzo di Arcos chiese aiuto alle città circostanti, al suo parente Alonzo, conte di Arcos, ad Alcalde di Algeciras e a Juan Alonso de Guzmán, il più potente nobile della regione. Il duca era figlio di Enrique Pérez de Guzmán, morto nel 1435, che lo aveva assistito in quell'attacco.
Quando arrivarono le prime truppe, il governatore Alonzo di Arcos sferrò un attacco che fu facilmente respinto. Tuttavia, un altro disertore portò la notizia che la guarnigione stava discutendo se arrendersi e, in caso affermativo, a quali condizioni. Poco dopo arrivò una delegazione di Mori che si offrì di arrendersi se fosse stato permesso loro di andarsene con i propri beni. Alonzo d'Arcos rimandò la decisione di accettare queste condizioni fino all'arrivo di qualcuno con maggiore autorità. Rodrigo, figlio del conte di Arcos, giunse sul posto e anche lui non si sentì in grado di concedere le condizioni di resa. Ciononostante, Rodrigo prese il controllo delle porte della città, ragion per cui le sentinelle moresche si ritirarono nel castello.
Quando il duca di Medina Sidonia si presentò alle porte di Gibilterra, si verificò una disputa su chi dovesse avere l'onore di espugnare il castello. Per evitare di scatenare conflitti interni, si stabilì che il duca e il conte di Arcos sarebbero entrati nella fortezza nello stesso momento e avrebbero issato i loro stendardi contemporaneamente. Dopo alcuni giorni di trattative, a condizione di poter uscire con i propri averi, i difensori si arresero a Medina Sidonia. Il castello fu espugnato il 16 agosto 1462, ma si è a lungo discusso sulla possibilità di definire questo scontro un «assedio», considerati i pochi combattimenti e il non impiego di macchine da guerra.

## Conseguenze
Il duca occupò e presidiò la fortezza, dovendo sventare al contempo il rischio che scoppiassero episodi di violenza tra le sue forze e quelle del conte d'Arcos. I resti del conte Enrique furono recuperati e collocati in una cappella della Calahorra nel castello. Il re Enrico IV di Castiglia aggiunse il nome di Gibilterra alla sua lista di titoli, conferendo alla città lo stemma di un castello con una chiave pendente, a rimarcare il fatto che fosse la chiave del Mediterraneo. Enrico nominò come governatore dapprima Pedro de Porras e poi Beltrán de la Cueva. Pochi anni dopo, durante una lotta di potere interna esplosa tra Enrico IV e un gruppo di nobili che sostenevano il fratello Alfonso, il duca di Medina Sidonia, assediò nuovamente Gibilterra. Dopo un assedio durato quindici mesi, il duca riuscì ad assicurarsi la città. La sua famiglia avrebbe controllato Gibilterra fino al 1502, quando la corona di Castiglia ne prese definitivamente possesso.